# Dallen Bounds
Dallen Forrest Bounds (n. 9 august 1971, Ashland⁠(d), Oregon, SUA – d. 23 decembrie 1999, Easley⁠(d), Carolina de Sud, SUA) a fost un criminal în serie american. După ce a ucis doi cunoscuți, s-a baricadat într-o casă, ostatice două femei, și în cele din urmă s-a sinucis. Ofițerii de poliție au clasat patru dosare în comitatele Greenville și Pickens din statul Carolina de Sud, iar oficialii din statul Washington suspectează că a fost implicat în mai multe crime.

## Crime
- 26 iunie 1999 – Angajatul Radio Shack Jonathan Lemuel Lara a fost imobilizat cu ajutorul unor legături de plastic într-o cameră din birou și a fost înjunghiat în gât cu o șurubelniță. Lara ulterior a murit. Casandra Laster, complicea lui Bounds, a fost găsită vinovată de complicitate la crimă în 2001.[1][2] Laster a făcut apel la pedeapsa de 15 ani, dar apelul ei a fost respins în 2003 de Curtea de Apel din Carolina de Sud.[3] Forțele de ordine au indicat instanței că ea nu i-a informat despre implicarea lui Bounds decât după ce acesta s-a sinucis în decembrie 1999.

- 22 decembrie 1999 – Bounds a pătruns într-un mic magazin de flori situat pe o stradă aglomerată, în plină zi, și a ucis-o pe vânzătoarea de 30 de ani, Karen Moore Hayden, lăsând-o cu fața în jos într-o cameră de depozitare din spate, într-o baltă de sânge. Trupul tinerei femei a fost găsit de un bărbat care fusese trimis de la magazinul principal Greenville-Pelham Florist Shop pentru a o verifica. Acesta a trebuit să deschidă ușa pentru a intra, după ce a găsit toate luminile magazinului stinse și un semn "Ne cerem scuze, suntem închisi" atârnat în fereastra din față. Gâtul lui Hayden fusese tăiat.
- 23 decembrie 1999 – Bounds a ucis o cunoștință, Sandi Roberts Ott, și fostul ei soț, Timothy Ott, în casa acestuia din urmă din Easley. Bounds a fugit din casă și s-a refugiat într-un cartier situat la câțiva kilometri distanță, ținând ostatice două femei. Bounds s-a sinucis puțin mai târziu, împușcându-se în cap.[4]